# Dolmen de Finelle-Haut
Le dolmen de Finelle-Haut est un monument mégalithique du type dolmen situé dans la commune de Septfonds, dans le département français de Tarn-et-Garonne.
Cet édifice est classé au titre des monuments historiques depuis la liste de 1889.

## Localisation
Septfonds se trouve à 20 km au nord-est de Montauban, 5 km à l'est de Caussade et 6 de Saint-Antonin-Noble-Val, commune particulièrement fournie en sites mégalithiques. 
Dans la commune, le lieudit Finelle-Haut est à environ 800 mètres à l'ouest du bourg (non loin de l'aérodrome privé dans le bois Redon), près du chemin de Finelle. À 250 mètres d'écart se trouve un autre dolmen, le dolmen de Peyrelade (chemin des Dolmens).

## Historique
Il s'agit d'un monument funéraire d'époque néolithique.
Des travaux d'adduction d'eau ayant abîmé l'extrémité de la dalle en septembre 1972, des fouilles de sauvetage ont eu lieu et un mobilier intéressant a été découvert, dont un poignard en silex.
C'est le seul dolmen classé aux monuments historiques parmi la quinzaine situés sur la commune de Septfonds.